# Gli eroi della domenica
Gli eroi della domenica è un film del 1952 diretto da Mario Camerini.

## Trama
Una squadra provinciale che annaspa in fondo alla classifica deve affrontare la difficile trasferta contro il Milan. La sera precedente la partita, nell'albergo dove la squadra alloggia, Stefan conosce la cameriera Marica, di Belgrado come lui. La nostalgia per la loro terra li avvicina e tra i due nasce l'amore. Il portiere Gianni invece si invaghisce di una ragazza del posto e scappa dall'albergo per incontrarla. Al bar dove si danno appuntamento nasce però un parapiglia con il fidanzato della ragazza, per cui lui cade e si fa male ad un polso, diventando indisponibile per la partita. Viene quindi chiamato in fretta e furia la giovanissima riserva Marini. Gino Bardi, il centravanti ed eroe dei tifosi, è indotto dalla propria compagna Mara a giocare male per far perdere la sua squadra, in cambio di una grossa somma di denaro. Egli è alla fine della carriera ed è tentato dal fatto di poter guadagnare una fortuna in quella che potrebbe essere l'ultima occasione, per poi vivere agiatamente con la donna che ama, ma il senso di onestà e sportività prevale e rifiuta l'offerta. Mara però, convinta che il suo uomo per non perderla accetti di farsi corrompere, s'impegna con loschi individui che hanno scommesso forti cifre sul risultato della partita. Al tentativo di corruzione è presente un bambino tifosissimo e mascotte della squadra soprannominato Lenticchia. La mattina seguente Bardi si reca in uno studio medico perché sente le avvisaglie di un forte malessere e viene sottoposto ad alcuni esami radiologici.
Prima della partita Mara fa recapitare un messaggio a Bardi: se non farà quanto richiesto non rivedrà più la donna amata. L'incontro di calcio ha inizio e il Milan passa in vantaggio. Bardi, titubante per quanto richiesto da Mara e debilitato dal suo stato fisico si risparmia e sbaglia dei gol facili, ma così facendo convince Lenticchia di aver accettato di farsi corrompere. Benti, un playboy, sta insidiando Lucy, la moglie del radiocronista e la invita a fare un giro in auto in campagna con l'obiettivo di sedurla, mentre il marito Cerchio, ignaro, è allo stadio per la radiocronaca. Piero e Carlo sono altri due tifosi della squadra che hanno approfittato della trasferta per andare a far visita ad una vecchia zia. I due pensano di sbrigarsela in pochi minuti e di andare poi allo stadio, ma l'anziana signora li intrattiene per tutto il pomeriggio.
Il Milan intanto è in vantaggio per 2-0 a causa dell'inesperienza del giovane portiere e del gioco fiacco di Bardi. Al momento di battere un fallo laterale, Lenticchia urla a Vagnetti di non passare la palla a Bardi.
Alla fine del primo tempo Bardi, uscendo dal campo, è insultato dai suoi tifosi che gli urlano “venduto”. Prima di entrare negli spogliatoi è avvicinato dal medico che ha visto i risultati degli esami ed ha scoperto che il suo stato di salute è molto grave: giocando rischierebbe di morire. Bardi risponde di non voler deludere i suoi tifosi, soprattutto dopo aver sentito i loro insulti e non vuole assolutamente che sulla sua ultima partita aleggi anche solo il minimo sospetto. Nel frattempo Vagnetti interroga Lenticchia e il ragazzo confessa il tentativo di corruzione del giorno prima.
I grigi rientrano in campo trasformati e riescono a ribaltare il risultato portandosi sul 3 a 2 grazie ad una splendida prestazione di Bardi. Il Milan comunque reagisce e raggiunge il pareggio. Ancora Bardi però con un'azione solitaria porta il risultato sul 4 a 3, ma poi stramazza a terra ed è costretto ad uscire in barella. Lucy è ormai sedotta dal play boy e sta per cedergli, ma Benti sta ascoltando l'entusiasmante partita alla radio e decide di andare anche lui allo stadio, onde riaccompagna a casa la donna delusa e stupita, giustificando questo repentino cambiamento nel non voler tradire la fiducia di Cerchio, quindi si precipita a San Siro per assistere almeno al finale della partita. Anche Piero e Carlo sono riusciti a mollare la vecchia zia ed in auto corrono verso lo stadio per assistere almeno agli ultimi minuti, ma hanno un incidente stradale con Benti.
All'ultimo minuto con i grigi in dieci per l'assenza di Bardi, costretto ad abbandonare il campo, l'arbitro assegna un rigore al Milan, per un fallo di mano di un difensore grigio proprio sulla linea di porta. Il giovane portiere Marini para il rigore, diventando l'eroe della giornata insieme a Bardi.
Mara, nella sua casa con i complici, spegne la radio delusa: ha perso sia il denaro che il suo uomo. Bardi, ricoverato in ospedale, riceve la visita di Mariolina, la segretaria della squadra, con la quale si rifarà una vita.
In albergo i giocatori festeggiano e donano il premio partita a Bardi, che non potrà più tornare a giocare. Intanto Stefan ha deciso di tornare nella sua terra e di sposare Marica. È ormai buio, lo stadio è deserto a parte tre persone: sono Piero e Carlo, fasciati e incerottati, che si stanno facendo raccontare la partita dal venditore di bibite. I due guardano il campo vuoto, si sente l'urlo della folla che possono solo immaginare. Il bibitaro commenta "È il più bel giorno della mia vita!" e Piero e Carlo in coro rispondono "E noi non c'eravamo, non c'eravamo!"

## Produzione
Nel film appaiono molti veri giocatori del Milan di quella stagione: Gunnar Gren, Gunnar Nordahl, Nils Liedholm, Lorenzo Buffon, Carlo Annovazzi, Omero Tognon, Luciano Scroccaro, Valentino Valli (presente in più scene e che sarebbe approdato al Milan due anni dopo) e l'allenatore Lajos Czeizler. Presente in un cammeo anche Vittorio Pozzo e altri dirigenti e calciatori di serie minori o poco utilizzati, come Walter Crociani, Enrico Cristallini (portiere di riserva della Lazio), Emilio Carton, Aldo Nardi (riserva della Roma), il giocatore della Chinotto Neri Florindo Stocchi e il rugbista Silvano Tartaglini. Lo stesso protagonista Raf Vallone era stato calciatore professionista, prima di intraprendere la carriera di attore.
Il nome della squadra non viene mai rivelato nel film, utilizzando lo pseudonimo I grigi; si può comunque dedurre che si tratti dell'Alessandria, la cui divisa è appunto grigia.